# 15&
15& (hangul: 피프틴앤드) är en sydkoreansk K-popgrupp bildad 2012 av JYP Entertainment.
Gruppen består av de två medlemmarna Park Jimin och Baek Yerin.
| Past members | - Baek Ye-rin - Park Ji-min |

## Karriär

### Innan debuten
År 2012 vann Park Jimin första plats i det sydkoreanska TV-programmet K-pop Star på SBS. Därefter skrev hon skivkontrakt med JYP Entertainment den 21 maj 2012.
Baek Yerin gick på audition år 2008 och accepterades efter att ha framfört Beyoncés låt "Listen". Hon var därefter lärling hos JYP Entertainment i fyra år innan debuten med 15&.

### 2012: Debut med "I Dream"
Den 5 oktober 2012 släppte gruppen sin debutsingel "I Dream" och låtens musikvideo laddades samma dag upp på Youtube. Två dagar senare gjorde de sitt allra första liveframträdande den 7 oktober i TV-programmet Inkigayo. Den 12 oktober framträdde duon med sin nya singel samt andra coverlåtar inför fler än 5 000 personer då de under loppet av åtta timmar besökte fyra skolor. "I Dream" nådde sjätte plats på den nationella singellistan Gaon Chart.

### 2013: Comeback med "Somebody"
Den 25 mars 2013 meddelade JYP att gruppen skulle återvända med en ny singel. Flera teasers släpptes inför comebacken och den 7 april 2013 släpptes "Somebody". Samma dag gjorde de sitt premiärframträdande med låten i finalen av den andra säsongen av K-pop Star, det program som Jimin hade vunnit säsong 1 av. Redan samma dag toppade singeln också listorna hos flera av de största musikförsäljarna i landet och på Gaon Chart nådde "Somebody" som bäst tredje plats.

### 2014 & 2015 Jimin :After school club
Jimin är en av "the hosts" i tv-showen after school club ( AFC ) där också Eric Nam och Kevin Woo medverkar. I programmet pratar de engelska och har flera gäster som till exempel Got7 ( markson show ) BTS ( Bangtan boys ) Red velvet.

## Medlemmar
| Artistnamn   | Artistnamn | Födelsenamn  | Födelsenamn | Födelsedatum |
| Romanisering | Hangul     | Romanisering | Hangul      | Födelsedatum |
| ------------ | ---------- | ------------ | ----------- | ------------ |
| Jimin        | 지민       | Park Ji-min  | 박지민      | 5 juli 1997  |
| Yerin        | 예린       | Baek Ye-rin  | 백예린      | 26 juni 1997 |

## Diskografi

### Album
| Albuminformation                          | Topplacering          |
| Albuminformation                          | Sydkorea (Gaon Chart) |
| ----------------------------------------- | --------------------- |
| Sugar (Studioalbum) - Släppt: 26 maj 2014 | 9                     |

### Singlar
| År   | Titel             | Topplacering          |
| År   | Titel             | Sydkorea (Gaon Chart) |
| ---- | ----------------- | --------------------- |
| 2012 | "I Dream"         | 6                     |
| 2013 | "Somebody"        | 3                     |
| 2014 | "Can't Hide It"   | 1                     |
| 2014 | "Sugar"           | 17                    |
| 2015 | "Love is Madness" | 2                     |